# Waldemar Chrostowski
Waldemar Chrostowski (ur. 1 lutego 1951 w Chrostowie) – polski duchowny rzymskokatolicki, profesor doktor habilitowany teologii, biblista, konsultor Rady Episkopatu Polski ds. Dialogu Religijnego, profesor zwyczajny Uniwersytetu Kardynała Stefana Wyszyńskiego w Warszawie, przewodniczący Stowarzyszenia Biblistów Polskich, zaangażowany w dialog katolicko-żydowski. Do roku 1998 współprzewodniczący Polskiej Rady Chrześcijan i Żydów. Członek Komitetu Nauk Teologicznych Polskiej Akademii Nauk. Autor ponad 2000 publikacji naukowych i popularnonaukowych. Zajmuje się głównie Starym Testamentem.

## Życiorys

### Biografia naukowa
W 1964 ukończył szkołę podstawową w Chrostowie. Następnie ukończył Liceum Ogólnokształcące pw. św. Augustyna w Warszawie w 1968. W 1968 wstąpił do seminarium duchownego w Łomży. Opuścił je po roku nauki i w 1969 rozpoczął studia jako świecki na Akademii Teologii Katolickiej w Warszawie. We wrześniu 1970 rozpoczął naukę w seminarium duchownym w Warszawie. Przyjął święcenia kapłańskie 6 czerwca 1976. W latach 1976–1978 był wikariuszem w parafii w Ząbkach. W latach 1978–1983 studiował w Papieskim Instytucie Biblijnym w Rzymie, a w latach 1979–1980 na Uniwersytecie Hebrajskim w Jerozolimie. W 1981 uzyskał w Rzymie licencjat nauk biblijnych. Od 1983 pracował jako wikariusz w parafiach warszawskich. W 1986 obronił pracę doktorską Interpretacja dziejów Izraela w Ez 16,20 i 23 oraz jej reinterpretacja w Septuagincie i w Targumie. W 1987 został wykładowcą na Akademii Teologii Katolickiej, a w 1988 otrzymał zwolnienie z obowiązków wikariusza, pozostając od tego czasu księdzem-rezydentem. 30 września 1996 uzyskał stopień doktora habilitowanego w zakresie nauk teologicznych, specjalność: biblistyka na podstawie rozprawy habilitacyjnej Ogród Eden – zapoznane świadectwo asyryjskiej diaspory. 1 maja 1998 został profesorem nadzwyczajnym i kierownikiem katedry egzegezy Starego Testamentu na ATK, a w latach 1999–2002 prorektorem nowo powstałego Uniwersytetu Kardynała Stefana Wyszyńskiego. W 2001 rozpoczął równoległe pracę na nowo powstałym wydziale teologicznym Uniwersytetu Mikołaja Kopernika w Toruniu. W 2003 otrzymał tytuł profesora zwyczajnego.

### Dialog katolicko-żydowski
Od 1986 uczestniczył w posiedzeniach podkomisji, a następnie komisji Episkopatu Polski ds. Dialogu z Judaizmem (był jej wiceprzewodniczącym w latach 1994–1996). Od 1990 do 2000 wchodził w skład Międzynarodowej Rady Państwowego Muzeum Auschwitz-Birkenau. W 1991 był jednym z założycieli Polskiej Rady Chrześcijan i Żydów, której współprzewodniczył do 1998. Za działalność w radzie otrzymał w 1997 nagrodę im. brata Alberta (razem ze Stanisławem Krajewskim). Ustąpił ze swojej funkcji wobec różnic dzielących go od innych członków rady na tle tzw. krzyża papieskiego postawionego w Oświęcimiu w miejscu Mszy świętej odprawionej w 1979 przez Jana Pawła II. W 1994 został kierownikiem Instytutu Dialogu Katolicko-Judaistycznego, w ramach którego od 1996 wydaje półrocznik „Maqom”.

### Praca
Kieruje Katedrą Egzegezy Starego Testamentu oraz Zakładu Dialogu Katolicko-Judaistycznego Wydziału Teologicznego Uniwersytetu Kardynała Stefana Wyszyńskiego w Warszawie, a także kierownikiem Zakładu Egzegezy i Teologii Biblijnej Wydziału Teologicznego na Uniwersytecie Mikołaja Kopernika w Toruniu. Jest pomysłodawcą Prymasowskiej Serii Biblijnej wydawanej od 1994 oraz redaktorem naukowym wielu jej tomów. Przewodniczył Stowarzyszeniu Biblistów Polskich od chwili jego powstania w 2003 do 2013 r. Od 1990 pełni funkcję redaktora naczelnego kwartalnika „Collectanea Theologica”. Jest stałym publicystą kwartalnika „Fronda”, fronda.pl, „Naszego Dziennika”, „Mojej Rodziny” oraz współpracownikiem redakcji katolickiej TVP. Jego teksty ukazują się także co jakiś czas w tygodniku „Niedziela”. Należał do rady redakcyjnej „Przeglądu Powszechnego”. Często uczestniczy w audycjach Radia Maryja i Telewizji Trwam. Papież Benedykt XVI powołał go do grona ekspertów 12. Zgromadzenia Zwyczajnego Synodu Biskupów, który odbywał się w październiku 2008 w Watykanie.
Był konsultantem ds. religijnych przy produkcji filmów Quo vadis (w tym miniserialu o tym samym tytule z 2002 roku) oraz Kto nigdy nie żył… z 2006 roku.
W 2021 w ramach Prymasowskiej Serii Biblijnej ukazała się „Księga dwunastu” – pierwszy tom przekładu Biblii hebrajskiej, w którym Chrostowski przełożył księgi dwunastu proroków mniejszych. Przekład oparty został na tekście źródłowym Biblia Hebraica Quinta.

### Wywiady-rzeki
Do szerszej publiczności skierowane były dwa „wywiady-rzeki” opublikowane przez wydawnictwo „Fronda”: Bóg, Biblia, Mesjasz (2007) oraz Kościół, Żydzi, Polska (2009). W pierwszej, przez pryzmat biografii Chrostowskiego prezentowana jest współczesna biblistyka, przy czym autor porównuje perspektywy chrześcijańskie i judaistyczne. Druga mówi o dialogu chrześcijańsko-judaistycznym oraz polsko-żydowskim.

### Kontrowersje wokółKościół, Żydzi, Polska
W wywiadzie-rzece  Kościół, Żydzi, Polska ks. W. Chrostowski przedstawił własną, krytyczną ocenę kształtu dialogu katolicko-żydowskiego w latach 80. i 90. Abp Józef Życiński krytykował radykalizm treści tej książki, odległy jego zdaniem od myśli Jana Pawła II. W obronie Chrostowskiego wystąpiło wydawnictwo „Fronda”, które wydało tę książkę, a także m.in. „Nasz Dziennik”, Radio Maryja, Telewizja Trwam, „Rzeczpospolita”, „Niedziela”, „Najwyższy Czas!” oraz katolickie portale, podkreślając „ciekawe spojrzenie autora na sprawy dialogu z judaizmem w oparciu o nieznane dotąd lub mało znane fakty z historii bez politycznej poprawności”. W obronę duchownego bardzo mocno zaangażowali się Stanisław Michalkiewicz oraz Jerzy Robert Nowak i Tomasz Terlikowski.

## Publikacje
W roku 2011, z okazji 60. rocznicy urodzin ks. prof. W. Chrostowskiego, Stowarzyszenie Biblistów Polskich wydało poświęconą mu trzytomową księgę pamiątkową. Pierwszy tom stanowi wykaz publikacji. Pierwsza jego publikacja ukazała się w 1966 roku (Satura lanx, Filomata 1966 nr 198, s. 431). Do czerwca 2011 liczba publikacji wyniosła 2054. Nie uwzględniono publikacji multimedialnych.

### Wybrane pozycje własne
- Bohaterowie wiary Starego Testamentu, Akademia Teologii Katolickiej, Warszawa 1992, ISBN 83-7072-807-3.
- Rozmowy o dialogu, Vocatio, Warszawa 1996, ISBN 83-7146-059-7.
- I będę mówił do jej serca – księga proroka Ozeasza, producent: Salwator, 2007 – audiobook, analiza Księgi Ozeasza.
- Bóg, Biblia, Mesjasz, Fronda, Warszawa 2009, ISBN 978-83-60335-56-7.
- Kościół, Żydzi, Polska, Fronda, Warszawa 2012, ISBN 978-83-60335-53-6.
- Babilońskie deportacje mieszkańców Jerozolimy i Judy oraz inne studia, Rozprawy i Studia Biblijne 34, Vocatio, Warszawa 2009.
- Trzecia Świątynia w Jerozolimie i inne studia, Rozprawy i Studia Biblijne 44, Vocatio, Warszawa 2012, ISBN 978-83-7829-064-3.
- Między Synagogą a Kościołem. Dzieje św. Pawła, Wydawnictwo M, Kraków 2015, ISBN 978-83-8043-004-4.
- Dziedzictwo Chrztu. 966 – 1966 – 2016, współ. Adam Bujak, Biały Kruk, Kraków 2016, ISBN 978-83-7553-209-8.
- Uczynki miłosierdzia, Biały Kruk, Kraków 2016, ISBN 978-83-7553-200-5.
- Święty Jan Paweł II na znaczkach pocztowych świata 1978–2005, Biały Kruk, Kraków 2017, ISBN 978-83-7553-227-2.
- Osiem błogosławieństw, Biały Kruk, Kraków 2017, ISBN 978-83-7553-231-9.
- Prawda. Chrystus. Judaizm, Fronda, Warszawa 2018, ISBN 978-83-8079-354-5.
- Kamyk z procy Dawida. Jak czytać Pismo Święte?, Wydawnictwo M, Kraków 2018, ISBN 978-83-8043-437-0.
- Entuzjazm i sprzeciw wobec Chrystusa, Biały Kruk, Kraków 2019, ISBN 978-83-7553-262-3.
- Ojcze nasz, Biały Kruk, Kraków 2019, ISBN 978-83-7553-272-2.
- Dekalog, Biały Kruk, Kraków 2020, ISBN 978-83-7553-296-8.
- Święty Prymas, Biały Kruk, Kraków 2020, ISBN 978-83-7553-282-1.
- Święta Rodzina, Biały Kruk, Kraków 2020, ISBN 978-83-7553-301-9[16].
- Święty Paweł, Fronda, Warszawa, 2021, ISBN 978-83-8079-615-7.
- Kobiety w Piśmie Świętym, Biały Kruk, Kraków 2022, ISBN 978-83-7553-348-4.
- Tyrania postępu (współautor), Biały Kruk, Kraków 2023, ISBN 978-83-7553-373-6.

### Opracowania
- Jan Paweł II, oprac. ks. prof. Waldemar Chrostowski; Apokalipsa św. Jana. Jan Paweł II rozważa, Rosikon Press, ISBN 978-83-88848-26-1.
- Jan Paweł II, Benedykt XVI, oprac. ks. prof. Waldemar Chrostowski, Andrzej Maria kardynał Deskur; Komplet – Apokalipsa św. Jana i psalmy – Sonety Rzymskie. Jan Paweł II i Benedykt XVI rozważają, Rosikon Press, ISBN 978-83-88848-46-9.
- Jan Paweł II, Benedykt VI, oprac. ks. prof. Waldemar Chrostowski; Psalmy. Jan Paweł II i Benedykt XVI rozważają, Rosikon Press, ISBN 978-83-88848-38-4.
- Jan Paweł II, Benedykt XVI, oprac. ks. prof. Waldemar Chrostowski; Psalmy. Jan Paweł II i Benedykt XVI rozważają, Rosikon Press, ISBN 978-83-88848-39-1.
- Collectanea Theologica, nr 1/2007, red. ks. Waldemar Chrostowski, Wydawnictwo Uniwersytetu Kardynała Stefana Wyszyńskiego, ISSN 0137-6985 – kwartalnik teologów polskich;
- Collectanea Theologica, nr 2/2007, red. ks. Waldemar Chrostowski, Wydawnictwo Uniwersytetu Kardynała Stefana Wyszyńskiego, ISSN 0137-6985.
- Waldemar Chrostowski (oprac.); Biblia dla rodziny, Vocatio, ISBN 978-83-7146-184-2.
- Waldemar Chrostowski (oprac.); Biblia dla wszystkich, Vocatio, ISBN 83-7146-192-5.
- Waldemar Chrostowski (oprac.); Biblia dla przedszkolaków, Vocatio
- Waldemar Chrostowski (opr. i red.); Czynić sprawiedliwość w miłości, Wydawnictwo Uniwersytetu Kardynała Stefana Wyszyńskiego, ISBN 83-7072-198-2.

## Konsultant ds. religijnych
- Quo vadis w reżyserii Jerzego Kawalerowicza (2001)
- Opowieść o Zbawicielu w reżyserii Philipa Saville (2003)
- Pasja w reżyserii Mela Gibsona (2004) – konsultant polskiej wersji językowej[17]
- Kto nigdy nie żył… w reżyserii Andrzeja Seweryna (2006)

## Odznaczenia i wyróżnienia
- 1992 – Medal „Opiekun Miejsc Pamięci Narodowej”[18]
- 1998 – Złoty Krzyż Zasługi[18]
- 2003 – Medal Komisji Edukacji Narodowej
- 2004 – Krzyż Kawalerski Orderu Odrodzenia Polski[18][19]
- 2008 – nominacja na Kapelana Honorowego Jego Świątobliwości[20]
- 2010 – Nagroda Rektora Uniwersytetu Mikołaja Kopernika w Toruniu II stopnia[18]
- 2012 – Kawaler Zakonu Rycerskiego Grobu Bożego w Jerozolimie[21]
- 2014 – Nagroda Ratzingera[17]
- 2017 – Książka Roku 2016 za książkę Dziedzictwo Chrztu. 966 – 1966 – 2016[22]
- 2017 – Odznaka Honorowa „Bene Merito”[23]
- 2018 – Medal „Pro Bono Poloniae”[24]
- 2020 – Krzyż Oficerski Orderu Odrodzenia Polski[25]
- 2020 – Nagroda „Pro Redemptione” przyznana przez kapitułę wydawnictwa „Homo Dei”[26]
- 2022 – Wielka Nagroda im. Witolda Hulewicza za całokształt pracy naukowej[27]